# Capnobotes attenuatus
Capnobotes attenuatus är en insektsart som beskrevs av Rentz, D.C.F. och Birchim 1968. Capnobotes attenuatus ingår i släktet Capnobotes och familjen vårtbitare. Inga underarter finns listade i Catalogue of Life.